# Chíquiza

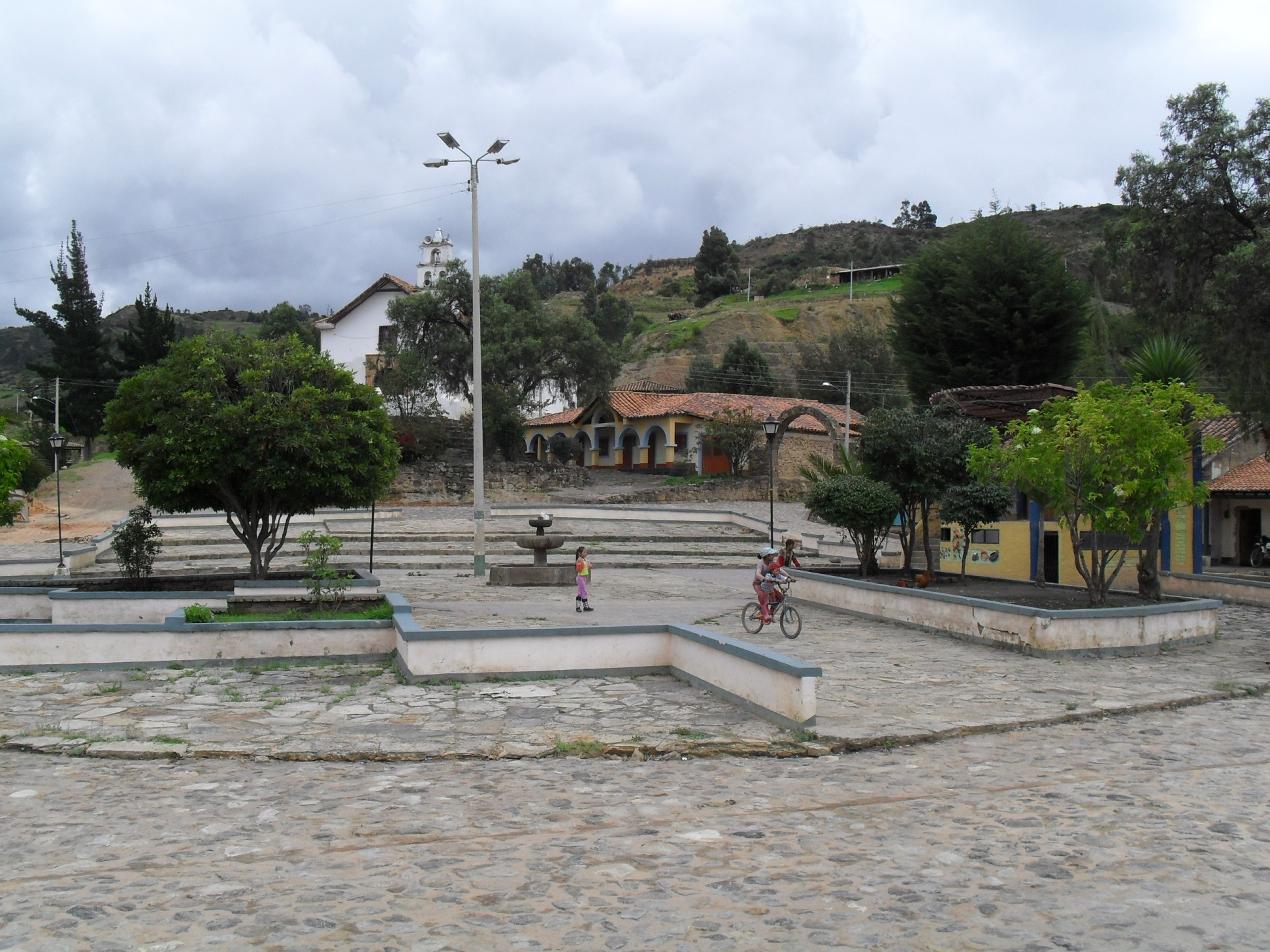
Parque principal de Chiquiza.

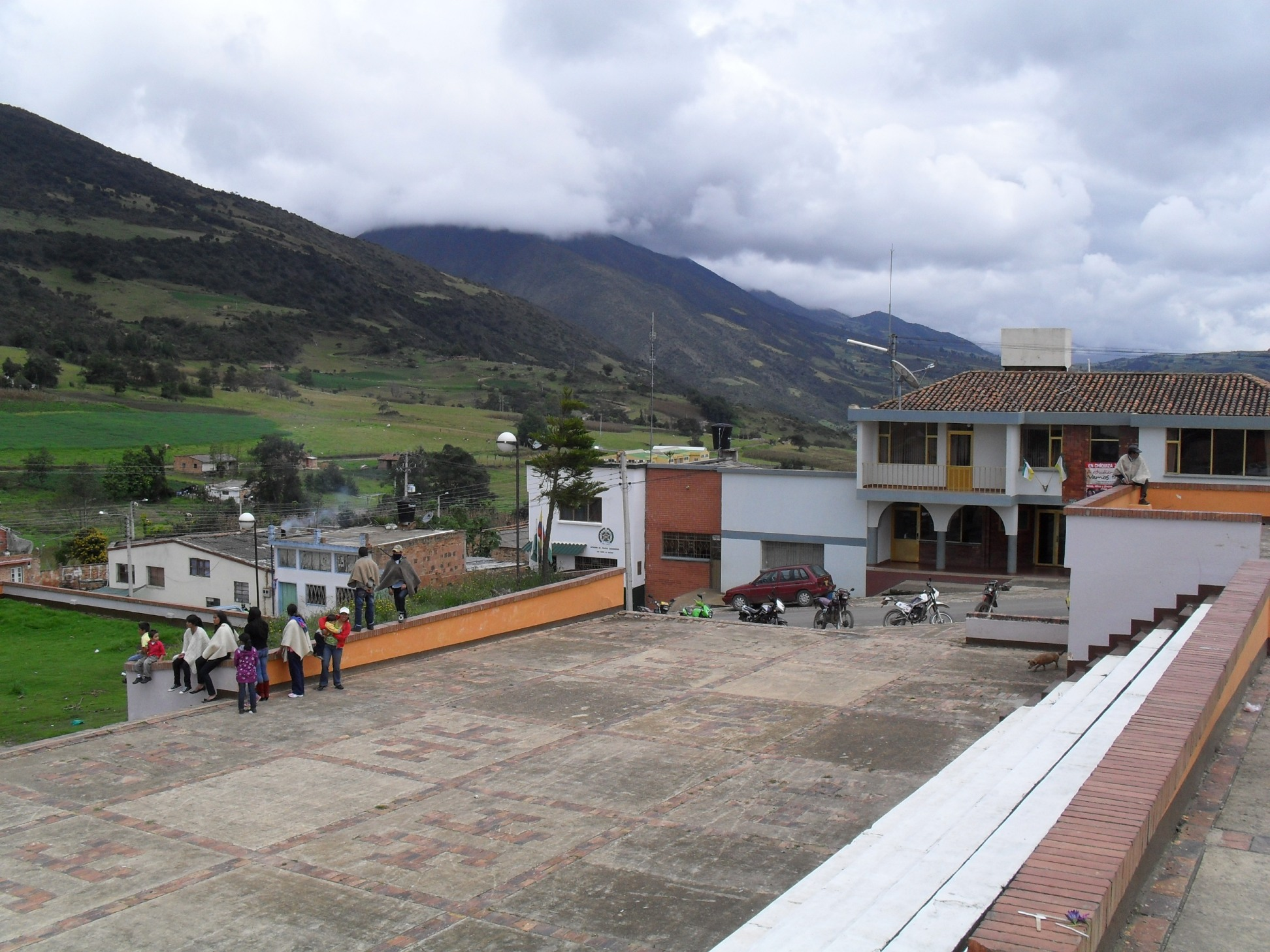
San Pedro de Iguaque

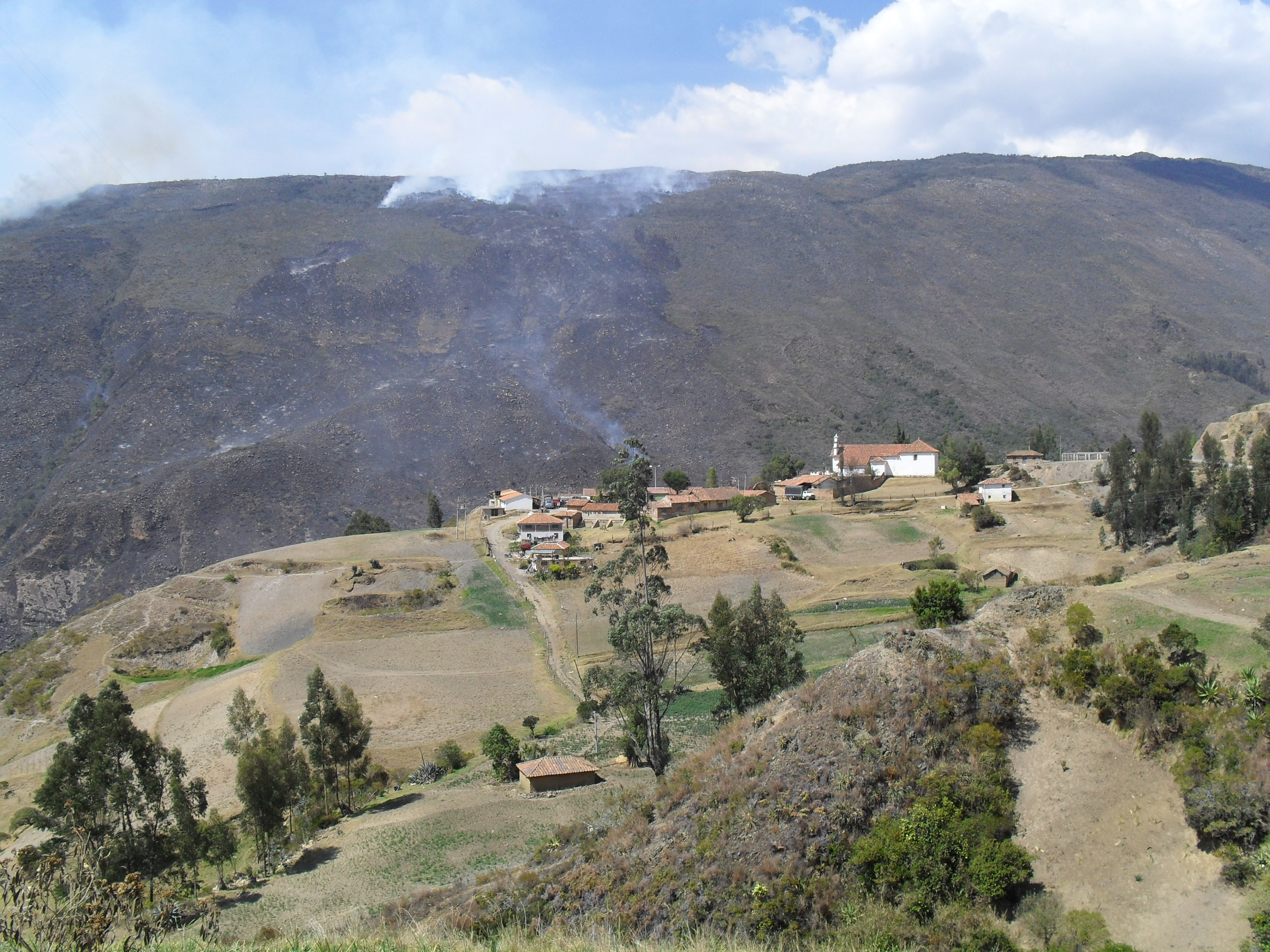
Incendio forestal en el municipio de Chíquiza

Chíquiza es un municipio colombiano ubicado en la provincia del Centro, en el departamento de Boyacá. Su cabecera municipal es San Pedro de Iguaque, la cual llevaba el nombre del municipio hasta 2003, cuando la ordenanza 0027 de Julio 17 de ese año dispuso llamarlo Chíquiza.

## Toponimia
El topónimo Chiquiza proviene del muysc cubun (idioma muisca) chequiza, que significa «campo pelado» o «erial».

## Historia
En la época precolombina, el territorio del actual municipio de Chíquiza estuvo habitado por los muiscas, grupo indígena que ocupaba el altiplano Cundiboyacense. De acuerdo a la mitología muisca, de la laguna de Iguaque salió Bachué (llamada también Furachogue, que significa mujer buena), acompañada de un niño de tres años al cual tomó por esposo cuando llegó a la edad adulta, con quien pobló la tierra; según la leyenda, ya viejos regresaron a la laguna y se sumergieron de nuevo en sus aguas trasformados en dos serpientes.
El poblado fue fundado el 17 de julio de 1556. Los conquistadores españoles Juan de Pinilla y Pedro Rodríguez de Carrión, fueron encomenderos del municipio; el historiador Raimundo Rivas dice en la biografía de este último:

En atención a haber servido con personas, armas y caballos tanto en la conquista como en la pacificación de la tierra, el Gobernador Díaz de Armendáriz le encomendó, por título de 20 de diciembre de 1549, el pueblo de Iguaque y Cacique de Yaquina en jurisdicción de Tunja.

El conquistador Diego Montañez Suárez, también fue encomendero de Chíquiza. El mismo historiador Rivas dice en la biografía del citado español

... ayudó a fundar las ciudades de Santafé y Tunja y se radicó en esta última, en cuya jurisdicción recibió como recompensa la encomienda de Chíquiza. Fue Regidor de Tunja, y en tal carácter asistió el 12 de junio de 1572 a la fundación del valle de Leiva.

Luego de La Independencia, el territorio del municipio de Chíquiza hacía parte del entonces cantón de Villa de Leiva.
En 1982 fue reconocido oficialmente como municipio, pues antes de esa fecha se consideraba como corregimiento anexo a la ciudad de Tunja, capital del departamento de Boyacá.

## Geografía
El territorio de Chíquiza es parte de las cuencas hidrográficas de los ríos Iguaque y Arcabuco, a los cuales tributa varias quebradas, alimentadas por lagunas situadas dentro del Santuario de fauna y flora Iguaque.
Datos del municipio:
- Extensión total: 71 km²
- Población:5.916 hab (censo 2005)
- Densidad de población: 83.32 hab/km²
- Altitud de la cabecera municipal: 2480 m s. n. m.
- Temperatura media: 15 °C
- Distancia de referencia: a 23 km de Tunja

### Límites
| Noroeste: Villa de Leyva | Norte: Arcabuco | Nordeste: Arcabuco |
| Oeste: Villa de Leyva    |                 | Este: Motavita     |
| Suroeste: Sáchica        | Sur: Samacá     | Sureste: Sora      |

## Ecología
Chíquiza presenta un relieve quebrado, se ubica en las laderas de las estribación de la cordillera Oriental que desciende del Santuario de Flora y Fauna de Iguaque, formando parte del anticlinal de Arcabuco.
Por el costado occidental de la localidad se observa un cerro alargado que inicia cerca al municipio de Sáchica, pasa por zona aledaña a Villa de Leyva, por Chíquiza, Sotaquirá y se dirige a la zona norte de Boyacá.
El clima del territorio es de predominio seco y semidesértico al occidente, con escasa vegetación; hacia el sector que limita con Villa de Leyva y Arcabuco se encuentra bosque primario y fauna como venados, conejos, zorros, tinajos y armadillos.
En los últimos años el territorio de Chíquiza limítrofe con Villa de Leyva, ha sufrido de incendios forestales recurrentes, los últimos en febrero de 2010y entre fines de 2023 y comienzos de 2024.

## Economía
La base de la economía de los habitantes de esta región es la venta de productos agrícolas y productos lácteos. Se realiza la actividad de pastoreo de bovinos destinados al consumo local. Las actividades agrícolas consisten en cultivós de maíz, papa, arveja, trigo, nabos, ibias, rubas, cebolla y tallos.

## Vías de comunicación
En general el municipio cuenta con 170 kilómetros, todas de tipo carreteable. La distancia a la ciudad de Tunja es de 23 km.